# باربرا بيير
باربرا بيير (بالإنجليزية: Barbara Pierre؛ بالفرنسية: Barbara Pierre) هي عداءة سريعة أمريكية وهايتية، ولدت في 28 أبريل 1987 في بورت أو برانس في هايتي.

## وصلات خارجية
- باربرا بيير على موقع الاتحاد الدولي لألعاب القوى (الإنجليزية)
- باربرا بيير على موقع الاتحاد الأمريكي لسباقات المضمار والميدان (الإنجليزية)
- باربرا بيير على موقع الدوري الماسي (الإنجليزية)
- باربرا بيير على موقع اللجنة الأولمبية الدولية (الإنجليزية)
- باربرا بيير على موقع أوليمبيديا (الإنجليزية)
- باربرا بيير على موقع اللجنة الأولمبية والبارالمبية الأمريكية (الإنجليزية)